# La Disparition
1969-ben írta Georges Perec a La Disparition című regényt (magyarul Az eltűnés vagy A hiány), amelyben egyetlenegyszer sem szerepel az e betű.

## Keletkezése és témája
Georges Perec, az Oulipo társaság tagja, úgy tartotta, hogy az irodalomban a formai megkötések fokozzák a képzelőerőt. Ebben a regényben a lipogramma használatát választotta tehát, hogy egy eredeti művet hozhasson létre, amelyet szoros szabályok korlátoztak. 
Az e betű eltűnése a regény szerves része is egyben. Erről árulkodik a főhős neve – Anton Voyl – is, amely a francia voyelle (magánhangzó) szóra utal. Anton barátainak viszontagságairól olvashatunk, amint keresik őt, detektívregényhez hasonló bonyodalmak közepette. A könyv nyelvi játékra és írói-technikai kihívásra épül. Főbb témái: üresség, hiányérzet, szüzesség, rejtély és csönd. Perec szüleit elvesztette a második világháború során, így rokonoknál nevelkedett.  Warren Motte írta Perec művével kapcsolatban a Context nevű irodalmi magazinban, hogy "egy jel hiánya a hiány jele".

## Fordításai
- (de) Anton Voyls’ Fortgang (Eugen Helmlé, 1986)
- (en) A Void (Gilbert Adair, 1995) ; Vanish'd! (John Lee) ; A Vanishing (Ian Monk) ; Omissions (Julian West)
- (it) La scomparsa (Piero Falchetta, 1995)
- (es) El secuestro (Marisol Arbués, Mercé Burrel, Marc Parayre, Hermes Salceda, Regina Vega, 1998), amely az „a” betűt nem tartalmazza
- (sv) Försvinna (Sture Pyk, 2000)
- (tr) Kayboluş (Cemal Yardımcı, 2005)
- (ru) Istchezanie (Valéry Kislov, 2005)
- (nl) 't Manco (Guido van de Wiel, 2009)
- (ro) Dispariția (Serban Foarta, 2010)
- (ja) En-metsu (煙滅, Shuichiro Shiotsuka, 2010)
- (hr) Ispario (Vanda Mikšić, 2012)
- (pt) (Brésil) O Sumiço (Zéfere, 2015)
- (ca) L'eclipsi (Adrià Pujol Cruells, 2017)
- (pl) Zniknięcia (René Koelblen és Stanisław Waszak, 2022)

## Lásd még
- Francia irodalom